# Szekérvár

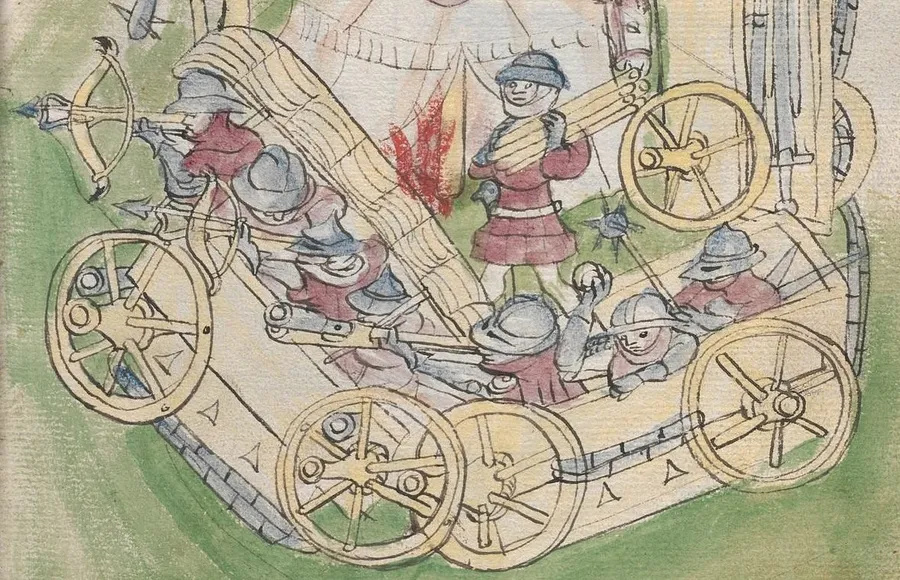
Huszita szekérerőd

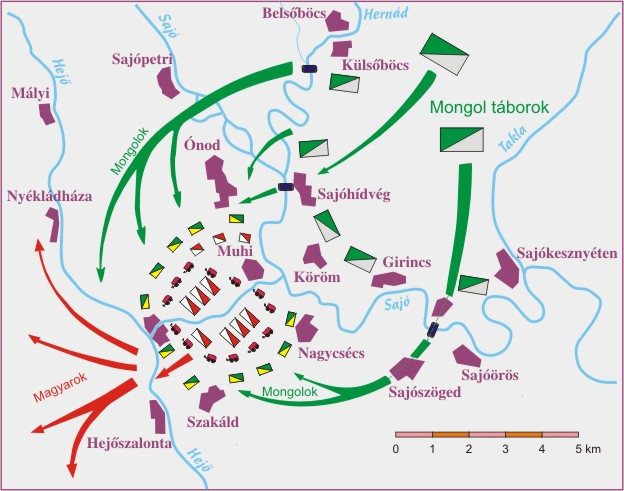
A muhi csata vázlata, középen a szekérvár

A szekérvár egy olyan (elsősorban) védekező jellegű hadi taktika, amikor a sereg szekereit a tábor körül védelmi pozíciókba rendezik. A taktikát már az ókorban is használták, például a kelták. A kalandozó magyarok is gyakran kör alakú szekérvárakban töltötték az éjszakákat. Ez egy igen bevált módszer volt, egész Európában használták. Az elvesztett muhi csata egyik legismertebb eleme a szekérvár. A legelterjedtebben a Lengyel Királyságban használták. A huszita harcmodor központi része volt a szekérvár, ahol a szekereket láncokkal kötötték össze, és a szekerekre lövészeket (puskás, vagy íjas), és lándzsásokat telepítettek. A szekérvár közepén a védett személyek (lovasok és/vagy civilek) kaptak helyet. 
A cseh módszer szerint szekerek oldala vastag deszkából készült, négyszög alakba állítva. A magyarok a kalandozások idején a kör alakú szekérvárat alkalmazták.
A szekérvárat a szekerekbe fogott igavonó állatok segítségével oszlopokban mozgatni is lehetett, amit zászlójelekkel vezényeltek, így támadó fegyverként is használható volt.
Sok esetben a hadsereg táborát vették körül szekérvárral (időnként több szekértáborra bontva) ebben az esetben létfontosságú volt a megfelelő mozgási lehetőségek biztosítása a táboron belül.
A hadtörténet során a legnagyobb győzelmet a búrok (Vootrekkerek) aratták a zuluk elleni háborúban, mikor is a Véres-folyó menti csatában szekérvárat alkotva a 464 búr harcos 3000 zulu támadót semmisített meg, mindössze 3 fős veszteséggel.